# هيكتور سكوتا
هيكتور هوراسيو ليونيل سكوتا جويغو (بالإسبانية: Héctor Horacio Leonel Scotta Guigo؛ مواليد 27 سبتمبر 1950) هو مهاجم كرة قدم أرجنتيني مُعتزل. ولد في مدينة سان جوستو في مقاطعة سانتا في الأرجنتين. اشتهر سكوتا بإنجازه بتسجيل 60 هدفًا في عام 1975.

## حياته الشخصية
حفيد سكوتا فالنتينو فاتوري لاعب كرة قدم محترف يلعب حاليًا مع إشبيلية.

## وصلات خارجية
- هيكتور سكوتا على موقع قاعدة بيانات كرة القدم.إي يو (الإنجليزية)
- هيكتور سكوتا على موقع ناشيونال فوتبول تيمز (الإنجليزية)